# Caribeginella
Caribeginella là một chi ốc biển cỡ nhỏ, là động vật thân mềm chân bụng sống ở biển thuộc họ Triviidae.

## Các loài
Các loài thuộc chi Caribeginella bao gồm:
- Caribeginella flormarina Espinosa & Ortea, 1998[2]